# Judengasse 32 (Weißenburg)

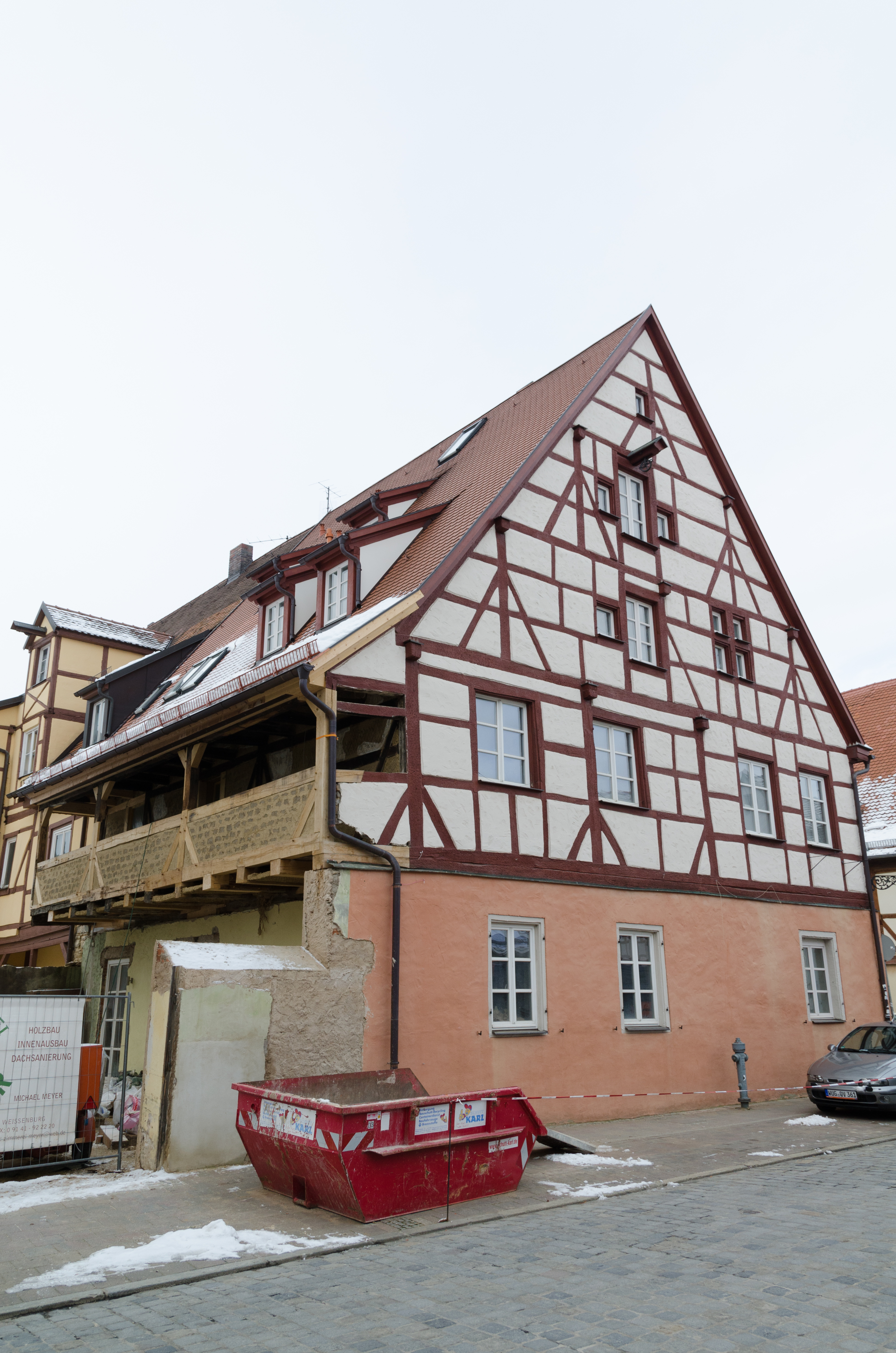
Das Haus Judengasse 32 (2012), vor der denkmalgerechten Sanierung

Das Haus Judengasse 32 ist ein Bürgerhaus in Weißenburg in Bayern, einer Großen Kreisstadt im mittelfränkischen Landkreis Weißenburg-Gunzenhausen. Das repräsentative Gebäude ist unter der Denkmalnummer D-5-77-177-226 als Baudenkmal in die Bayerische Denkmalliste eingetragen.
Das Bauwerk steht innerhalb der denkmalgeschützten Altstadt am östlichen Ende der Judengasse am Übergang zur Bachgasse umrahmt von weiteren Baudenkmälern unweit der Schranne auf einer Höhe von 426 Metern über NHN.
Das Gebäude ist ein zweigeschossiger Satteldachbau in Ecklage mit nahezu quadratischem Grundriss und fachwerksichtigem Obergeschoss und Giebel. Das Gebäude entstand ab 1614 als Anschluss an das Stadtschreiberhaus; der tonnengewölbte Kellergeschoss ist mittelalterlich. Es folgten Erneuerungen um 1700 und in der zweiten Hälfte des 20. Jahrhunderts. 1883 schuf man einen zweiten Eingang auf der Nordseite.
Im Gebäude lebten mehrere städtische Amtsträger und wurde womöglich auch für einen solchen erbaut. Im 19. Jahrhundert befand sich im Gebäude das Gasthaus Zum Goldenen Strauß.
Ab 2015 wurde das Gebäude denkmalgerecht saniert. Die Bauherren erhielten hierfür 2019 die Denkmalprämierung des Bezirks Mittelfranken.